# Golpe de Estado en Alto Volta de 1983
El golpe de Estado en Alto Volta de 1983, también conocido como como la revolución de agosto o la revolución burkinesa, tuvo lugar en la República del Alto Volta (hoy Burkina Faso) el 4 de agosto de 1983. Fue llevado a cabo por elementos radicales del ejército dirigidos por Thomas Sankara y Blaise Compaoré, contra el régimen del mayor Jean-Baptiste Ouédraogo. Este había llegado al poder mediante un golpe de Estado en 1982 con el Conseil de Salut du Peuple (CSP), un organismo compuesto por oficiales militares de diferentes orígenes ideológicos.
El CSP eligió a Sankara como primer ministro en enero de 1983. A medida que avanzaba su mandato, Ouédraogo se vio incapaz de reconciliar a las facciones conservadoras y radicales del CSP, cuyos desacuerdos estaban llevando a un punto muerto político. El 16 de mayo purgó su gobierno de elementos prolibios y antifranceses, disolvió el CSP e hizo arrestar a Sankara y a otros importantes funcionarios. Esta medida provocó el descontento entre los partidarios de Sankara. Este último finalmente fue liberado mientras un oficial, Compaoré, comenzaba a organizar la resistencia militar al gobierno.
Las tensiones continuaron aumentando hasta el 4 de agosto, cuando Compaoré lanzó un golpe de Estado y envió a 250 paracaidistas en una marcha hacia la capital, Uagadugú. Sankara intentó negociar un compromiso político con Ouédraogo, pero las tropas de Compaoré se apoderaron de la ciudad antes de que se llegara a ningún acuerdo y capturaron la capital. Sankara se convirtió en el nuevo presidente del Alto Volta y creó el Consejo Nacional de la Revolución (CNR), un nuevo órgano de gobierno formado en su mayoría por oficiales subalternos de izquierda.

## Antecedentes

### Golpe de Estado de 1982

Escudo de armas de Alto Volta

En 1980, el coronel Saye Zerbo tomó el control de la República del Alto Volta mediante un golpe de Estado. Instaló un régimen mixto militar-civil que con el tiempo marginó tanto a los oficiales superiores conservadores de mayor edad como a los oficiales subalternos más jóvenes y de izquierda radical del ejército. El 7 de noviembre de 1982, las facciones conservadora y de izquierda se unieron bajo el mando del coronel conservador Gabriel Somé Yorian y lanzaron un nuevo golpe de Estado que derrocó el régimen de Zerbo. Tras el triunfo del golpe los militares formaron el Consejo de Salud del Pueblo (Conseil de Salut du Peuple; CSP), un órgano de gobierno formado por 120 miembros y compuesto por oficiales, suboficiales y soldados rasos. Dos días después el consejo eligió al mayor Jean-Baptiste Ouédraogo como presidente del país. Su nombramiento fue una elección de compromiso entre los radicales de izquierda y los conservadores del CSP. Según Ouédraogo, Thomas Sankara, principal exponente de la facción radical del consejo, debía tomar el poder pero se retiró en el último momento, lo que llevó a otros oficiales a elegir a Ouédraogo para asumir la presidencia debido a su alto rango aunque, según sus palabras, «en contra de mi voluntad». A diferencia de Sankara, carecía de experiencia política y apoyo popular y los miembros de izquierda del CSP rápidamente lo consideraron un conservador y comprensivo con las políticas colonialistas de Francia. Sin embargo, los medios de comunicación vieron a Ouédraogo y Sankara unidos por los mismos objetivos y los apodaron «gemelos siameses».
El 21 de noviembre, Ouédraogo declaró que el CSP restauraría un gobierno civil constitucional en un plazo de dos años. Cinco días después, el CSP instaló un gobierno formal. Ouédraogo era el único militar del gabinete y, además de su función de presidente, fue nombrado ministro de Defensa Nacional y Asuntos de los Veteranos. En general, el CSP era el que verdaderamente controlaba el nuevo gobierno, mientras que Ouédraogo servía como poco más que una figura decorativa. Las libertades sindicales y de prensa, restringidas bajo el mandato de Zerbo, fueron restauradas por la nueva administración. En enero de 1983 el CSP eligió a Sankara como primer ministro, con el objetivo de que constituyera un contrapeso de poder a Ouédraogoo.

### Tensiones entre Ouédraogo y Sankara
Mientras Sankara recorría varios países comunistas y socialistas, circularon rumores entre la población de que el CSP asumiría un enfoque radical de izquierda para gobernar y expropiar las pequeñas empresas. En un intento por aliviar las preocupaciones, Ouédraogo dijo a los miembros del Consejo Nacional de Empresarios voltaicos que «la iniciativa privada se mantendrá... ustedes son el primer motor de la actividad económica del país». Sankara concluyó su gira con una visita a Libia. Un avión de transporte libio aterrizó en el aeropuerto de Uagadugú poco después de su regreso, generando rumores de un complot para instalar un régimen prolibio en el país. Ouédraogo aseguró a la población que se trataba de «una visita rutinaria, una especie de visita de cortesía y creo que no debemos intentar ver nada más allá de eso», y afirmó que «no se debe hablar de la creación de una Yamahiriya Voltaica». El 26 de marzo, Ouédraogo y Sankara celebraron una reunión en la capital, donde empezaron a surgir diferencias en sus opiniones y objetivos. Ese día, el CSP organizó una gran manifestación en la ciudad donde un discurso moderado de Ouédraogo fue recibido con mucho menos entusiasmo que los comentarios mucho más radicales de Sankara.
A medida que avanzaba su mandato, Ouédraogo se vio incapaz de reconciliar a las facciones conservadoras y radicales del CSP, cuyos desacuerdos estaban llevando a un punto muerto político. El 14 de mayo de 1983, el CSP se reunió en la ciudad de Bobo-Dioulasso. Una multitud se congregó para escuchar un mensaje del consejo. Sankara habló hasta el anochecer y después la multitud en su mayor parte se dispersó, ya que la gente estaba ansiosa por romper el ayuno del Ramadán. Ouédraogo, se quedó sin audiencia para su discurso, como aparentemente pretendía Sankara en un esfuerzo por humillarlo. Al día siguiente se reunió con Guy Penne, uno de los principales asesores del presidente de Francia, François Mitterrand, en asuntos africanos. El 16 de mayo purgó su gobierno de elementos prolibios y antifranceses, disolvió el CSP y ordenó arrestar a Sankara y a otros importantes funcionarios. Al explicar las razones de la destitución de los elementos más radicales de su gobierno, dijo: «Es un problema de ideología... Estábamos siguiendo paso a paso el programa de la Liga Patriótica para el Desarrollo (en francés: Ligue patriotique pour le développement) y ese programa debía llevarnos a una sociedad comunista».
Poco después se volvió a reunir con Penne, quien le prometió a su gobierno una importante ayuda financiera de Francia. Sin embargo, un oficial, Blaise Compaoré, evadió la captura y escapó a la antigua guarnición de Sankara en Pô, donde comenzó a organizar la resistencia. En los días siguientes se produjeron grandes manifestaciones en Uagadugú en apoyo de Sankara y del resto de militares detenidos. La posición política de Ouédraogo era débil; sus oponentes de izquierda estaban bien organizados, mientras que él no tenía conexiones confiables con las facciones conservadoras que supuestamente representaba y sólo podía contar con el apoyo de un puñado de sus antiguos compañeros del seminario menor de Pabré. Al darse cuenta de que el uso de la fuerza era de poca ayuda, trató de resolver la situación apaciguando a sus adversarios.
El 27 de mayo, pronunció un discurso en el que prometía un rápido regreso a un gobierno civil y la liberación de los presos políticos. También anunció la redacción de una nueva constitución en un plazo de seis meses, a la que seguiría unas elecciones en las que no participaría. También consideró que la creciente politización del ejército era peligrosa y agravaba la amenaza de una guerra civil, por lo que advirtió que cualquier soldado que se encontrara involucrado en política sería reprendido. Afirmó que la generación anterior de políticos había sido desacreditada y debería jubilarse, también anunció que «patriotas» y «hombres nuevos con sentido de responsabilidad y realidad nacional» deberían asumir el liderazgo del país. Terminó expresando su esperanza de que la juventud del Alto Volta pudiera evitar las trampas de la política partidista. Varios días después liberó a Sankara, quien estaba confinado bajo custodia en arresto domiciliario.
Mientras la situación se deterioraba, Ouédraogo aceleró la ejecución de sus planes, liberando a muchos presos políticos retenidos bajo el régimen de Zerbo. Sin embargo, su extensión de la rehabilitación política a Yaméogo enfrentó a muchos políticos a quienes este había reprimido. Sankara pronto fue arrestado nuevamente pero luego liberado tras la creciente presión de las tropas de Compaoré. El 4 de junio, Ouédraogo destituyó de su gobierno a varios ministros partidarios de Sankara.

## Golpe de Estado

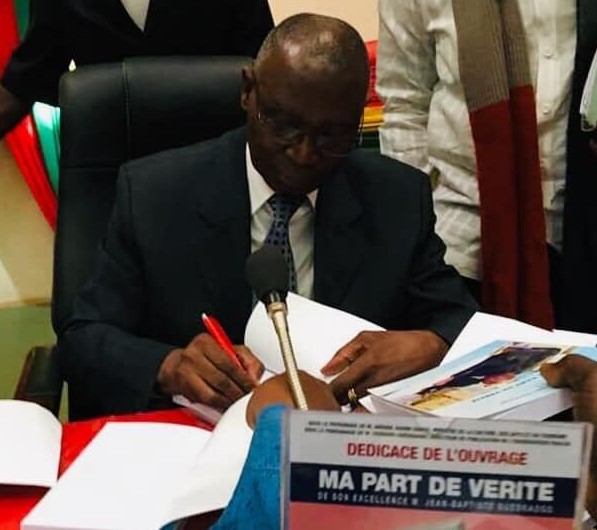
Ouédraogo fue derrocado por el golpe.

Las tensiones siguieron aumentando hasta el 4 de agosto cuando Compaoré inició un golpe de Estado. Según algunos relatos, las fuerzas de Compaoré se movilizaron cuando recibieron informes de que Somé Yorian planeaba deponer el gobierno, tomar el poder y matar a Sankara y sus aliados. Compaoré movilizó 250 paracaidistas en Pô para marchar hacia la capital, Uagadugú. Salieron por la tarde junto con un grupo de civiles armados y confiscaron camiones de una empresa constructora canadiense, lo que les permitió avanzar rápidamente. Mientras tanto, Ouédraogo consultó a su jefe de gabinete, quien le aconsejó negociar el fin de su conflicto político con Sankara. Los dos políticos se reunieron a las 19 horas en su residencia y se ofreció a dimitir «para facilitar la instauración de un gobierno de transición que sea unánime». Este se mostró de acuerdo con la propuesta pero pidió unas horas de retraso para poder discutirla con Compaoré. Partió a las 20:30h pero no pudo informar a Compaoré ni a los demás golpistas del acuerdo. Aproximadamente al mismo tiempo, los paracaidistas se infiltraron en la capital y comenzaron a tomar lugares estratégicos en toda la ciudad, entre los lugares que atacaron se encontraba la estación de radio, Camp Guillame (sede del destacamento blindado del ejército) y el cuartel general de la gendarmería. Los civiles ayudaron a los golpistas proporcionándoles direcciones y cortando líneas eléctricas en la capital.
En la residencia de Ouédraogo, soldados de la Guardia Presidencial intercambiaron intensos disparos con los golpistas antes de rendirse. Compaoré llegó al lugar alrededor de las 22:00h, seguido por Sankara una hora más tarde. Este último informó a Ouédraogo de la «revolución» y se ofreció a exiliarlo a él y a su familia. Ouédraogo respondió que preferiría permanecer en el país bajo el nuevo régimen. Luego lo llevaron al Palacio Presidencial para pasar la noche. El golpe dejó trece muertos y quince heridos, incluidos seis civiles franceses.
Sankara se convirtió en el nuevo presidente del Alto Volta. Creó un Consejo Nacional de la Revolución (CNR), un órgano de gobierno formado en su mayoría por oficiales subalternos de izquierdas, así como miembros de la Liga Patriótica para el Desarrollo y la Unión de Luchas Comunistas. Pronunció un discurso en la radio nacional declarando el derrocamiento del CSP, diciendo que el propósito del golpe era «transferir [...] el poder de las manos de la burguesía aliada del imperialismo a las manos de la alianza de clases populares que conforman el pueblo». También declaró que la CNR «liquidaría la dominación imperialista» y pidió a los ciudadanos que formaran «Comités de Defensa de la Revolución» para ayudar en este esfuerzo. El discurso fue radiado varias veces en francés, mooré y gurunsi. Se instauró un breve toque de queda, se cerró el Aeropuerto de Uagadugú y se clausuraron las fronteras del país.

## Consecuencias

### Destino de Ouédraogo
Sankara se comprometió a ofrecer al derrocado presidente «mucho humanitarismo». La tarde del 5 de agosto, el expresidente fue encarcelado en el campamento militar de Pô. Fue dado de baja del ejército el 25 de agosto. Ouédraogo obtuvo el indulto el 4 de agosto de 1985. y volvió a su trabajo como médico, aceptando un empleo en el Hospital Yalgado-Ouédraogo. Sin embargo, el régimen de Sankara supervisó sus actividades y le impidió reingresar al ejército. Posteriormente declaró que no asumiría un papel activo en política y a partir de entonces mostró poco interés en involucrarse en los asuntos públicos. En 2020 publicó sus memorias tituladas «Ma part de vérité» (Mi parte de la verdad), en las que criticaba a Sankara. En respuesta a la reacción violenta contra el libro, dijo de Sankara, «solo había agravios políticos entre nosotros, ninguna animosidad».

### Reacciones internacionales
La agencia oficial de noticias libia, Agencia de Noticias Jamahiriya, elogió el golpe. El 6 de agosto, el líder libio Muamar el Gadafi felicitó formalmente a Sankara y envió un avión con ayuda al Alto Volta. El golpe se produjo en un momento en que la participación de Libia en el conflicto en Chad estaba aumentando, generando preocupaciones entre los gobiernos de Níger y Costa de Marfil de que el derrocamiento de Ouédraogo hubiera sido una medida planeada por Gadafi. En una entrevista con una emisora de radio francesa, Sankara afirmó: 

Lamento que seamos considerados peones de Gadafi. El coronel Gadafi es un jefe de Estado que ha sabido resolver los problemas de su país. Pero Libia no es el Alto Volta y el capitán Sankara no es el coronel Gadafi. Seguramente hay mucho que aprender en Libia, pero no podemos copiar sus experiencias y por eso no podemos hablar de peones»

Para disipar las preocupaciones, Sankara envió un mensaje al presidente de Costa de Marfil, Félix Houphouët-Boigny, expresando su deseo de «consolidar la tradicional amistad y cooperación» entre sus países. También pidió al gobierno libio que retenga más vuelos. El nuevo régimen cultivó relaciones amistosas con Libia, Ghana, la Unión Soviética y Albania, mientras que Francia y Estados Unidos lo ignoraban progresivamente.

### Gobierno del Consejo Nacional de la Revolución

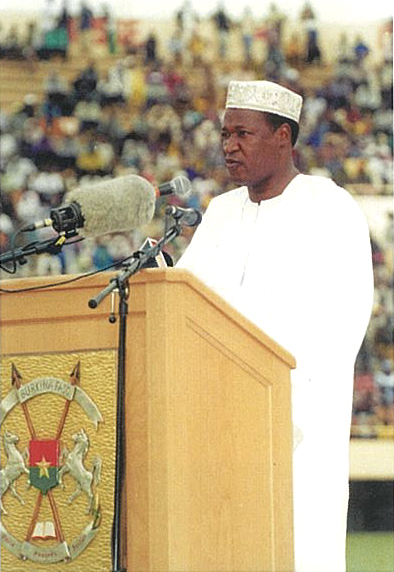
Blaise Compaoré uno de los principales aliados de Sankara y quien a la postre lo derrocaría

Al día siguiente del golpe, la CNR emitió un decreto reorganizando el país en treinta provincias. El 9 de agosto, Sankara destituyó al gabinete de Ouédraogo y pidió a los altos funcionarios que se hicieran cargo de sus ministerios hasta que se pudieran nombrar nuevos ministros. Posteriormente, Compaoré se convirtió en ministro de Estado de la Presidencia y en el segundo líder político más poderoso del país de facto. El Estado Mayor militar fue disuelto y reemplazado por un nuevo alto mando bajo el mando del mayor Jean-Baptiste Boukary Lingani. Esa misma noche, los soldados partidarios de la facción conservadora intentaron un contragolpe lanzando un triple ataque en Uagadugú contra la residencia de Sankara, una emisora de radio y el lugar donde se encontraban detenidos Somé Yorian y un comandante de paracaidistas, Fidele Guebre. Dos de los guardias de Sankara resultaron heridos, mientras que Somé Yorian y Guebre fueron abatidos a tiros cuando intentaban escapar. Durante varios meses después del golpe se mantuvo en vigor un toque de queda nocturno y los extranjeros que visitaban el país eran registrados e interrogados sobre sus intenciones.
Sankara declaró que los objetivos de su «Revolución Democrática y Popular» serían contrarrestar el imperialismo, frenar la corrupción, mejorar la condición de la mujer, proteger el medio ambiente y mejorar el acceso a la educación y la atención sanitaria. En el primer aniversario del golpe, cambió el nombre de Alto Volta por el de «Burkina Faso», una traducción aproximada en las lenguas mooré y dyula sería «el país de los hombres íntegros».
Durante su mandato, impulsó programas que mejoraron las tasas de alfabetización y asistencia escolar, aumentaron los puestos de las mujeres en el gobierno, mejoraron la mortalidad infantil y promovieron la reforestación. Durante su mandato, las dificultades económicas engendraron oposición popular y desacuerdo dentro de su gobierno, al igual que las objeciones de los conservadores a su programa progresista. El 15 de octubre de 1987, Blaise Compaoré inició un nuevo golpe de Estado en el que Sankara fue asesinado. Compaoré dirigió Burkina Faso de manera dictatorial hasta 2014, cuando una serie de disturbios generalizados le obligaron a dimitir y huir del país.